# Where The Lines Overlap
«Where the Lines Overlap» (en español, «Donde las líneas se superponen») es la novena canción del álbum Brand New Eyes de Paramore. Fue escrita por Hayley Williams y Josh Farro.
Where the Lines Overlap es una canción que se desprende del tercer álbum de estudio de Paramore, Brand New Eyes, publicado oficialmente el 29 de septiembre de 2009 por la disquera Fueled by Ramen. 
La canción es una de las más positivas de la banda: "...Nadie tiene tanta suerte como nosotros. No hemos llegado al final pero ya somos los ganadores..."

## Producción
- Hayley Williams - voz.
- Josh Farro: guitarra, coro.
- Zac Farro: batería.
- Jeremy Davis: bajo.
- Taylor York: guitarra rítmica.